# Урай
Урай (на руски: Урай) е град в Русия, разположен в Ханти-Мансийски автономен окръг - Югра, Тюменска област, Уралски федерален окръг. Населението на града към 1 януари 2018 година е 40 477 души.

## История
Селището е основано през 1922 година, през 1965 година получава статут на град.